# Natação nos Jogos Olímpicos de Verão de 2016 - Revezamento 4x200 m livre feminino
A competição do revezamento 4x200 m livre feminino da natação nos Jogos Olímpicos de Verão de 2016 foi disputada no dia 9 de agosto no Estádio Aquático Olímpico.

## Medalhistas
|  | USA Estados Unidos                                                                                   |  | AUS Austrália                                                      |  | CAN Canadá                                                                                |
|  | Allison Schmitt Leah Smith Maya DiRado Katie Ledecky Missy Franklin* Melanie Margalis* Cierra Runge* |  | Leah Neale Emma McKeon Bronte Barratt Tamsin Cook Jessica Ashwood* |  | Katerine Savard Taylor Ruck Brittany MacLean Penny Oleksiak Emily Overholt* Kennedy Goss* |

*Participaram apenas das eliminatórias, mas também receberam medalhas.

## Recordes
Antes desta competição, os recordes mundiais e olímpicos da prova eram os seguintes:
| Tipo | Atleta | Tempo   | Local   | Data                |
| ---- | --- | ------- | ------- | ------------------- |
|      | CHN China Yang Yu (1:55.47) Zhu Qianwei (1:55.79) Liu Jing (1:56.09) Pang Jiaying (1:54.73)                             | 7:42.08 | Roma    | 30 de julho de 2009 |
|      | USA Estados Unidos Missy Franklin (1:55.96) Dana Vollmer (1:56.02) Shannon Vreeland (1:56.85) Allison Schmitt (1:54.09) | 7:42.92 | Londres | 1 de agosto de 2012 |

## Resultados

### Eliminatórias
| Pos. | Elim. | Raia | CON                | Nadadoras | Tempo   | Notas                 |
| ---- | ----- | ---- | ------------------ | --- | ------- | --------------------- |
| 1    | 2     | 4    | USA Estados Unidos | Allison Schmitt (1:55.95) Missy Franklin (1:57.03) Melanie Margalis (1:57.04) Cierra Runge (1:57.75)             | 7:47.77 | Q                     |
| 2    | 1     | 3    | AUS Austrália      | Leah Neale (1:57.06) Bronte Barratt (1:56.85) Tamsin Cook (1:57.35) Jessica Ashwood (1:57.98)                    | 7:49.24 | Q                     |
| 3    | 2     | 5    | CHN China          | Ai Yanhan (1:57.20) Zhang Yuhan (1:56.38) Dong Jie (1:57.45) Wang Shijia (1:58.55)                               | 7:49.58 | Q                     |
| 4    | 1     | 2    | RUS Rússia         | Viktoriya Andreeva (1:57.82) Arina Openysheva (1:57.67) Daria Mullakaeva (1:57.85) Veronika Popova (1:57.18)     | 7:50.52 | Q,                    |
| 5    | 2     | 8    | HUN Hungria        | Evelyn Verrasztó (1:58.81) Ajna Késely (1:58.93) Boglárka Kapás (1:57.77) Katinka Hosszú (1:55.66)               | 7:51.17 | Q                     |
| 6    | 1     | 7    | CAN Canadá         | Katerine Savard (1:57.96) Taylor Ruck (1:56.25) Emily Overholt (1:58.29) Kennedy Goss (1:59.49)                  | 7:51.99 | Q                     |
| 7    | 1     | 6    | JPN Japão          | Chihiro Igarashi (1:57.18 ) Rikako Ikee (1:57.71) Tomomi Aoki (1:57.39) Sachi Mochida (2:00.22)                  | 7:52.50 | Q                     |
| 8    | 1     | 5    | SWE Suécia         | Louise Hansson (2:00.07) Michelle Coleman (1:56.93) Ida Marko-Varga (1:59.27) Sarah Sjöström (1:57.16)           | 7:53.43 | Q                     |
| 9    | 2     | 3    | GBR Grã-Bretanha   | Siobhan-Marie O'Connor (1:57.47) Georgia Coates (1:58.59) Hannah Miley (1:58.66) Camilla Hattersley (1:59.45)    | 7:54.17 |                       |
| 10   | 2     | 2    | FRA França         | Coralie Balmy (1:57.38) Cloé Hache (2:01.52) Charlotte Bonnet (1:58.15) Margaux Fabre (1:58.50)                  | 7:55.55 |                       |
| 11   | 2     | 7    | BRA Brasil         | Manuella Lyrio (1:58.39) Jéssica Cavalheiro (1:59.05) Gabrielle Roncatto (2:00.09) Larissa Oliveira (1:58.15)    | 7:55.68 | Recorde sul-americano |
| 12   | 2     | 1    | GER Alemanha       | Annika Bruhn (1:59.28) Leonie Kullmann (1:59.04) Paulina Schmiedel (2:01.24) Sarah Köhler (1:57.18)              | 7:56.74 |                       |
| 13   | 1     | 4    | ITA Itália         | Alice Mizzau (1:59.74) Martina De Memme (2:00.54) Chiara Masini Luccetti (2:00.98) Federica Pellegrini (1:56.48) | 7:57.74 |                       |
| 14   | 1     | 1    | NED Países Baixos  | Marrit Steenbergen (2:00.80) Esmee Vermeulen (1:59.07) Andrea Kneppers (1:59.86) Robin Neumann (1:59.01)         | 7:58.74 |                       |
| 15   | 1     | 8    | SLO Eslovênia      | Janja Šegel (1:59.81) Anja Klinar (2:00.74) Tjaša Pintar (1:59.25) Tjaša Oder (2:02.42)                          | 8:02.22 |                       |
| 16   | 2     | 6    | ESP Espanha        | Melani Costa (2:00.02) Patricia Castro (1:59.91) Fátima Gallardo (2:00.02) África Zamorano (2:03.79)             | 8:03.74 |                       |

### Final
| Pos.              | Raia | CON                | Nadadoras                                                                                                  | Tempo   | Notas            |
| ----------------- | ---- | ------------------ | --- | ------- | ---------------- |
| Medalha de ouro   | 5    | USA Estados Unidos | Allison Schmitt (1:56.21) Leah Smith (1:56.69) Maya DiRado (1:56.39) Katie Ledecky (1:53.74)               | 7:43.03 |                  |
| Medalha de prata  | 4    | AUS Austrália      | Leah Neale (1:57.95) Emma McKeon (1:54.64) Bronte Barratt (1:55.81) Tamsin Cook (1:56.47)                  | 7:44.87 |                  |
| Medalha de bronze | 7    | CAN Canadá         | Katerine Savard (1:57.91) Taylor Ruck (1:56.18) Brittany MacLean (1:56.36) Penny Oleksiak (1:54.94)        | 7:45.39 | Recorde nacional |
| 4                 | 2    | CHN China          | Shen Duo (1:56.30) Ai Yanhan (1:57.79) Dong Jie (1:57.15) Zhang Yuhan (1:56.72)                            | 7:47.96 |                  |
| 5                 | 3    | SWE Suécia         | Michelle Coleman (1:56.20) Ida Marko-Varga (1:59.46) Sarah Sjöström (1:54.88) Louise Hansson (1:59.72)     | 7:50.26 |                  |
| 6                 | 8    | HUN Hungria        | Zsuzsanna Jakabos (1:58.90) Ajna Késely (1:58.74) Boglárka Kapás (1:57.65) Katinka Hosszú (1:55.74)        | 7:51.03 |                  |
| 7                 | 6    | RUS Rússia         | Veronika Popova (1:57.52) Viktoriya Andreeva (1:58.10) Daria Ustinova (1:59.54) Arina Openysheva (1:58.10) | 7:53.26 |                  |
| 8                 | 1    | JPN Japão          | Chihiro Igarashi (1:57.85) Sachi Mochida (2:02.00) Tomomi Aoki (1:58.66) Rikako Ikee (1:58.25)             | 7:56.76 |                  |

Legenda
| Recorde mundial      | Recorde mundial (World record)               |                       | Recorde africano                      | Recorde africano (African) |                                           | Q | Classificado por posição (Qualified) |
| Recorde olímpico     | Recorde olímpico (Olympic record)            | Recorde da América    | Recorde da América (Americas)         | q                          | Classificado por melhor tempo (Qualified) |   |                                      |
| Melhor marca do ano  | Melhor marca do ano (World leading)          | Recorde asiático      | Recorde asiático (Asian)              | DNS                        | Não largou (Did not start)                |   |                                      |
| Recorde nacional     | Recorde nacional (National record)           | Recorde europeu       | Recorde europeu (European)            | DNF                        | Não terminou (Did not finish)             |   |                                      |
| Recorde pessoal      | Recorde pessoal do atleta (Personal best)    | Recorde da Oceania    | Recorde da Oceania (Oceania)          | DSQ / DQ                   | Desclassificado (Disqualified)            |   |                                      |
| Recorde da temporada | Recorde da temporada do atleta (Season best) | Recorde sul-americano | Recorde sul-americano (South America) | NM                         | Sem marca (No mark)                       |   |                                      |